# ススワタリ
ススワタリ（煤渡り、すすわたり）は、スタジオジブリ制作によるアニメーション映画『となりのトトロ』および『千と千尋の神隠し』に登場する架空の妖精（付喪神）である。作中ではまっくろくろすけ、またはくろすけなどと呼ばれる事もある。

## 『となりのトトロ』でのススワタリ
黒くて丸い、子供のこぶし程の大きさの毛玉状の体をしている。その真ん中に二つの目がついているという姿である。形状的には「ケサランパサラン」に近い。イメージソング「すすわたり」が収録されたCDの歌詞カードなどには、本編での姿を頭として、胴や足が付いたイラストも存在する。
主人公であるサツキとメイ、その父タツオの3人が引っ越してきた古い家に大群で住み着いており、サツキたちによって住居部分が掃除され、日の光が入るようになってからは、暗い2階の壁のすきまなどに潜んでいた。
物語の舞台となった地域では、住居をすすとほこりだらけにしてしまうものと言い伝えられているようで、ススワタリの気配を追って2階へ上がったサツキとメイの手足も真っ黒になってしまっていた。
空き家の管理をしていた隣家の大垣家のおばあちゃんは、その様子を見ただけで「こりゃススワタリが出たな」と合点し、「妖怪ですか？」というタツオの問いには「そったら（そんなに）おそろしげなもんじゃねえよ」「ニコニコしとれば、悪さはしねぇし」と言って、自身も子供のころにはススワタリが見えたと語っている。
不思議でほとんど無害な存在ではあるものの、人間と好んで共存しようとする訳でもないようで、おばあちゃんの「いつの間にか、いなくなっちまうんだ」という言葉通り、ススワタリの群れは、その日の夜に、トトロのいる塚森へゆっくりと飛び去っていった。
劇中における本来の「まっくろくろすけ」はススワタリではなく、何かの絵本に登場するキャラクターで、正体不明の気配に騒ぐ2人の娘に、タツオが「明るい所から急に暗い所に入ると、目がくらんで『まっくろくろすけ』が出るのさ」と言う場面で名前が出てくる。このやり取りから、サツキとメイはススワタリの事を「まっくろくろすけ」と呼ぶようになった。
「ワキャッ!」という小さな声でささやくように鳴くが、この音声はアフリカに住むピグミーの声をサンプリングし、久石譲が作成したものである。
『千と千尋の神隠し』に登場するススワタリとは異なり、手足は無い。

## 『千と千尋の神隠し』でのススワタリ
魔女の湯婆婆（ゆばーば）が経営する「神様のお湯屋」油屋で、ボイラー担当である釜爺（かまじい）のもと、何匹もが下働きをしている。こちらのススワタリは針金のような細い手足が生えたクモのような姿で、石炭などの石ころ程度の大きさの物を持って運ぶ事ができる。
食事は金平糖。